# Gymnoscelis aenictopa
Gymnoscelis aenictopa är en fjärilsart som beskrevs av Turner 1907. Gymnoscelis aenictopa ingår i släktet Gymnoscelis och familjen mätare. Inga underarter finns listade i Catalogue of Life.